# Joseph O'Callaghan
Joseph O'Callaghan (18 de abril de 1824 - 21 de enero de 1869) fue un sacerdote católico y jesuita estadounidense. Nacido en Massachusetts, estudió en Canadá y luego en el College of the Holy Cross antes de entrar en la Compañía de Jesús en 1844. O'Callaghan enseñó en la Universidad de Georgetown antes de convertirse en presidente del Universidad Loyola Maryland en 1860, donde permaneció durante tres años. En 1869 fue enviado a Roma para representar a la provincia jesuita de Maryland en la congregación de procuradores. Murió en el mar mientras regresaba de la congregación.

## Primeros años de vida
O'Callaghan nació el 18 de abril de 1824 en Dorchester, Massachusetts, hoy parte de la ciudad de Boston. Su padre, Daniel, nació en Irlanda. O'Callaghan estudió en el Collège de Montréal, una escuela sulpiciana en Canadá, durante seis años y luego se matriculó en el College of the Holy Cross en Massachusetts.
El 9 de abril de 1844, O'Callaghan ingresó a la Compañía de Jesús en el noviciado de Frederick, Maryland. Durante 13 años se dedicó a su formación jesuita, tiempo durante el cual también fue maestro y prefecto. Esto culminó con su ordenación sacerdotal el 25 de julio de 1857.

## Carrera académica
Tras su ordenación, O'Callaghan fue nombrado profesor de retórica en la Universidad de Georgetown. En 1859, O'Callaghan se convirtió en pastor de la Iglesia de San Ignacio en Baltimore, Maryland, sucediendo a William Francis Clarke. En 1860, se convirtió simultáneamente en presidente del Universidad Loyola Maryland. O'Callaghan profesó su cuarto voto el 15 de agosto de 1861. Siguió siendo presidente de Loyola y párroco de San Ignacio hasta 1863, cuando fue sucedido por Anthony F. Ciampi.
El 4 de septiembre de 1863, O'Callaghan se convirtió en rector del noviciado de San Estanislao en Frederick y maestro de novicios de la provincia jesuita de Maryland, sucediendo a James A. Ward. Permaneció en este cargo hasta el 15 de agosto de 1869, cuando fue reemplazado por Felix Cicaterri como maestro de novicios y por Ward como rector. De 1867 a 1868, O'Callaghan también fue prefecto de las escuelas del Georgetown College, sucediendo a Bernard A. Maguire y siendo sucedido por Patrick F. Healy.

## Muerte
En julio de 1869, O'Callaghan fue nombrado procurador de la provincia jesuita de Maryland y fue enviado para representarla en la congregación de procuradores en Roma en noviembre de 1869. El 21 de enero, mientras navegaba a través del Océano Atlántico, de regreso a Estados Unidos, una gran ola golpeó su barco. La ola rompió las paredes de la cabina y arrojó una pesada mesa encima del pecho de O'Callaghan, matándolo casi instantáneamente. Otras personas a bordo también murieron o resultaron gravemente heridas. Mientras estaba en Roma, a O'Callaghan le habían entregado documentos que lo nombraban superior provincial de la provincia de Maryland, que llevaba a bordo del barco cuando murió.
O'Callaghan fue enterrado en el mar. Se celebró una misa de réquiem por él en la iglesia de San Ignacio de Baltimore el 16 de febrero de 1869.

### Citas
1. 1 2 3 4 5 6 7  «The Late Father O'Callaghan». The Pilot 32 (10). 6 de marzo de 1869. p. 3. Archivado desde el original el 26 de febrero de 2022. Consultado el 26 de febrero de 2022.
2. 1 2 3  Mendizàbal, 1972, p. 63
3. 1 2  The Catholic Church in the United States of America, 1914, p. 67
4. 1 2  «Past Presidents». Universidad Loyola Maryland (en inglés). Archivado desde el original el 31 de enero de 2023. Consultado el 13 de julio de 2023.
5. ↑  «From Mission to Social Justice: Four Centuries of the Maryland Province of the Society of Jesus». Biblioteca de Universidad de Georgetown (en inglés). 24 de febrero de 2023. Archivado desde el original el 3 de febrero de 2023. Consultado el 13 de julio de 2023.
6. ↑  Devitt, 1934, p. 419
7. ↑  Curran, 2010, Appendix D: Presidents, Prefects, and Deans in Georgetown's First Century
8. ↑  Keller, 1902, p. 22
9. ↑  Schineller, Peter. «This Day in Jesuit History». Jesuit Conference of Africa and Madagascar (en inglés). Archivado desde el original el 18 de agosto de 2021. Consultado el 12 de julio de 2023.
10. ↑  Keller, 1902, p. 25